# الهندوسية في مالاوي
وصلت الهندوسية في مالاوي حين قام المستعمرون البريطانيون بنقل العمال الهنود خلال أواخر القرن التاسع عشر ومطلع القرن العشرين فيما كان يُعرف حينها باسم أفريقيا الوسطى البريطانية ومن ثم نياسالاند. وكانوا جزءاً من الهجرة العالمية للعمال إلى أجزاء من شرق أفريقيا للمساعدة في بناء مشاريع البنية التحتية وإقامة الخدمات وأسواق التجزئة والدعم الإداري. وقد قدِمَ المهاجرون الذين كانوا فقراء بمعظمهم من المناطق التي لحقتها المجاعات في البنجاب وكجرات وأتر برديش وبهار والبنغال، ولكن كان بعضهم الآخر من المتعلمين والمهرة، وساعدوا في تشييد أول خط سكك حديدة يصل بين مالاوي وموزمبيق.
توجد في مالاوي أقلية هندوسية صغيرة ولكن المسيحية هي دين الغالبية. وتعمل الحكومة على تسجيل وتوثيق أعداد السكان من المسيحيين والمسلمين، ولكنها لا تعترف بأية أديان أخرى؛ حيث تضع الهندوسية والأديان الأفريقية التقليدية تحت تسمية «أديان أخرى» دون ذكرها بالاسم. وبلغت نسبة وضع اسمه تحت فئة «الأديان الأخرى» في البلاد وفقاً لإحصاء يعود لعام 2006 نسبة 3.1% من مجموع السكان.
ينص دستور مالاوي الصادر عام 1994 على إبقاء كثير من مقاعد مجلس الشيوخ لما يعتبره الدستور المعتقدات الدينية الكبيرة، ولا تعترف الدولة سوى بالمسيحية والإسلام كأديانٍ كبيرة. وهو ما يعني أن مالاوي تمنع دستورياً معتنقي الأديان الأخرى مثل الهندوسية من الحصول على حق التمثيل السياسي في مجلس الشيوخ.
تعرض الهندوس (بالإضافة للسيخ والجيانيين) إلى التمييز في بلدان شرق أفريقيا بعد انتهاء الحقبة الاستعمارية، حيث قامت حكومات أفريقية عدة بتشجيع سياسة الأفرقة عبر سن قوانين وسياسات اشترطت اقتصار التملك في القطاعين التجاري والمهني على الأفارقة الأصليين دون الأوروبيين والآسيويين. وقد هاجر كثير من هندوس مالاوي خلال هذه الفترة إلى بلدانٍ أخرى ولا سيما إلى المملكة المتحدة بدءاً من ستينيات القرن العشرين.
تعد الغوجاراتية والسندية والبنغالية اللغات الرئيسية التي يتحدثها الهندوس في مالاوي. ولدى التقاليد الدينية الفرعية مثل براهما كوماريس مركز للراجا يوغا في العاصمة بلانتاير.